# Hullsjö kyrkplats
Hullsjö kyrka omtalas i handlingar under medeltiden men synes kort därefter ha övergivits. Hullsjö socken uppgick i Gärdhems socken.  

## Bakgrund
Platsen för kyrkan skall ha varit på en mindre höjd ett par hundra meter söder om den dåvarande byn, Hullsjö by, invid sjöns västra strand. Inom synhåll från kyrkplatsen syns på avstånd Västra Tunhems kyrka i sluttningen av Hunneberg. Inom området låg tre byar, Hullsjö by, Härstad by och Bryggums by. 
Kyrkobyggnaden skall ha varit uppförd av sten. Men lämningar och spår av anläggningen är obetydliga. I samband med Hullsjöns tillfälliga torrläggning år 1859 fann man en klockskärva i sjön nedanför kyrkplatsen med delar av inskription. Denna blev förkommen. 
Hullsjö kyrka nämns som ecclesia Holasyo i en handling från början av 1330-talet av den påvlige nuntien till Danmark, Sverige och Norge, Petrus Gervasii, över hans uppbörd av Peterspenning och sexårstionde, samt andra räkenskaper och inkomster till romerska kyrkan. Hullsjö socknen nämns sista gången år 1540. 
Ännu minner namn i den närliggande bygden om kyrkan; Klockemot, Klockaregården, Kyrkebäcken.
År 1938 restes en minnessten på Klockemot med inskription: Här stod under medeltiden Holasyo kyrka.